# ماتیو اسپریک
ماتیو اسپریک (فرانسوی: Matthieu Sprick‎؛ زادهٔ ۲۹ سپتامبر ۱۹۸۱) دوچرخه‌سوار اهل فرانسه است.
از باشگاه‌هایی که در آن رکاب زده‌است می‌توان به تیم دوچرخه‌سواری دیرکت انرژی و تیم سانوب اشاره کرد.